# Johannes Ernst Sondermann
Johannes Ernst Sondermann (* 4. November 1930 in Bottrop; † 9. November 2007) war ein deutscher Politiker und Landtagsabgeordneter (SPD).

## Biografie

### Ausbildung und Beruf
Nach dem Besuch der Volksschule und der Realschule absolvierte er eine Bergbauausbildung und anschließend die Bergschule mit dem Abschluss Dipl.-Ing., Fachrichtung Bergbau. Er war als Hauer, Grubensteiger und als Angestellter in der Arbeitsdirektion im Bergbau beschäftigt.

### Politik
Er war seit 1961 Mitglied der SPD und in verschiedenen Parteigremien vertreten. Seit 1953 war er Mitglied der IG Bergbau und Energie. Außerdem gehörte er der Arbeiterwohlfahrt an.
Vom 30. Mai 1985 bis zum 30. Mai 1990 und vom 5. Dezember 1994 bis zum 31. Mai 1995 war Sondermann Mitglied des Landtags des Landes Nordrhein-Westfalen. Er wurde im Wahlkreis 006 Heinsberg II direkt gewählt und rückte in der elften Wahlperiode über die Reserveliste seiner Partei in den Landtag ein.
Von 1969 bis 1994 war er Mitglied im Kreistag des Kreises Heinsberg. Ferner gehörte Sondermann von 1985 bis 1990 der Landschaftsversammlung des Landschaftsverbandes Rheinland an.

### Ehrungen
- Die Marie-Juchacz-Plakette der Arbeiterwohlfahrt wurde ihm 1980 verliehen.